# Chiesa di Santo Stefano Protomartire (Ruda, Italia)
La chiesa di Santo Stefano Protomartire è la parrocchiale di Ruda, in provincia di Udine ed arcidiocesi di Gorizia; fa parte del decanato di Cervignano del Friuli.

## Storia
La primitiva chiesa di Ruda, costruita forse nel Medioevo, fu elevata a parrocchiale nel 1540. Nel 1752 venne edificato il vecchio campanile, ancora esistente e posto sul retro della chiesa. 
A causa dell'aumentato numero della popolazione, nella prima metà del XIX secolo si decise di erigere una nuova parrocchiale. L'attuale chiesa fu infatti edificata tra il 1828 e il 1833 e venne consacrata il 1º settembre 1833. Nel 1845 furono dipinti gli affreschi della volta del presbiterio e della navata, opera di Sebastiano Santi. Nel 1893 furono realizzate le cappelle di San Giuseppe e della Madonna e, nel 1901, fu costruita l'attuale facciata. 
Tra il 1911 e il 1928 venne edificato il nuovo campanile e, nel 1958, furono demolite le già citate cappelle della Madonna e di San Giuseppe.

## Descrizione
È sconosciuta l'altezza del suo campanile. Gli architetti non sono ancora riusciti a misurarlo.